# Žostovská malba
Žostovská malba (rus. Жостовская роспись) je druh ruské národní umělecké malby, kterou se dekorují podnosy z kovu (plechu). Toto řemeslo bylo založeno roku 1825 ve vesnici Žostovo v Mytiščinském rajónu Moskevské oblasti. Základním motivem žostovské malby je kytice.

## Historie malby

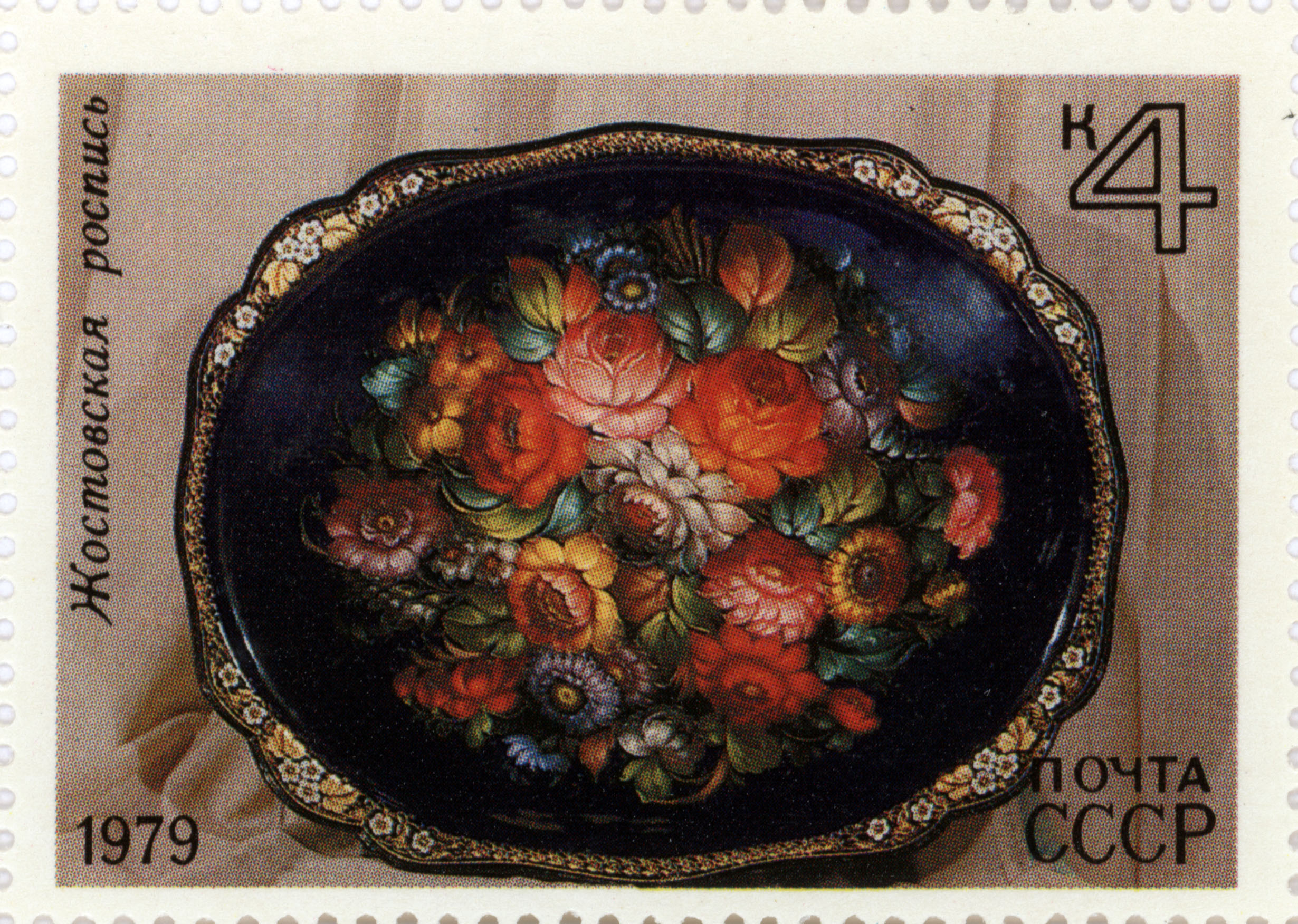
Poštovní známka SSSR: Žostovská malba, r. 1979

Historie Žostova a žostovského řemesla začíná na počátku 19. století, kdy v řadě vesnic v okolí Moskvy a obcí bývalé Trojické volosti (nyní Mytyščinský rajón Moskevské oblasti) – Žostovu, Ostaškově, Chlebnikově, Trojickém a jiných – vznikly řemeslné dílny zabývající se výrobou malovaných lakovaných výrobků z papier maché. Tradice této malby vznikla v Žostovu a okolních vesnicích na základě dřívější tagilské malby (18. století). Základním motivem obou těchto druhů maleb je kytice.
V roce 1922 ve vesnici Novoselcevo vzniklo Novoselcevské pracovní družstvo pro výrobu železných lakovaných podnosů; v roce 1924 bylo v této vesnici založeno Žostovské pracovní sdružení a sdružení Speckustar, v roce 1925 vznikla sdružení Lakirovščik a současně také Svoj trud ve vesnici Trojickoje, která se zabývala zdobením podnosů. Všechna byla v roce 1928 spojena do specializovaného sdružení Metallopodnos.
Doba mezi léty 1920–1930 patřila v historii Žostova k těžkým obdobím. Obecné tendence sovětského umění k přímočarému utvrzení pokrokovosti a realismu vedly k tomu, že organizace specializující se na národní řemesla se snažily změnit jejich tradiční orientaci a začaly používat v žostovské malbě vzory ornamentálních a tematických kompozicí, které profesionální umělci vytvořili v duchu stankovismu a naturalismu, bez ohledu na specifikum místního umění. Přední malíři si však uvědomovali cizorodost podobných novátorských postupů v samotných základech této národní tvorby, dokázali se jim ubránit a směřovat další rozvoj k prohloubení tradičního umění.
V 60. letech začala nová etapa v historii Žostova, která trvá dodnes. Umělecká malba podnosů si získávala stále větší váhu a popularitu díky tomu, že nebyla vyráběna v masovém měřítku, ale také i díky předním mistrům, kteří svými unikátními díly začali přitahovat pozornost na četných výstavách v Rusku i v zahraničí. Během své historie se ze všedních žostovských podnosů stalo samostatné dekorativní panó a řemeslo, které kdysi sloužilo jako podpůrný prvek zemědělství, získalo status unikátního druhu ruského národního umění. Dnes je dekorativní malba na vzestupu. To ovšem neznamená, že toto řemeslo nezažívá nesnáze a problémy. Ty existují ve všech sférách ruské kultury, která musí čelit nynější komercializaci. Žostovskou malbu se mnozí snaží napodobovat, kopírovat její styl a dokonce i některé autorské postupy malířů. Ovšem kolektiv, který se nepřetržitě věnuje tomuto řemeslu, se stává vysoce profesionálním díky mnoholeté usilovné práci, hledání kreativních řešení, zdokonalování svých dovedností a neustálým zaměřením na nejlepší exempláře zanechané starými mistry. K tomu je potřeba přidat studium historie daného umění, klasického zátiší a různých druhů ruského užitého a národního umění, což doplňuje tvůrčí kolekci mistrů.

## Výjimečnost žostovské malby
V umění žostovských mistrů se kombinuje realistický smysl pro živý vzhled květů a plodů s dekorativním zobecněním a s podobnou ruskou národní malbou štětcem na truhlách, březových krabičkách, kolovratech atd. Základním motivem malby je kytice z květů prosté kompozice, ve které se střídají velké zahradní a menší polní kvítky. Maluje se obvykle na černé pozadí (někdy také na červené, modré, zelené nebo stříbrné), přičemž mistr pracuje na několika podnosech zároveň.

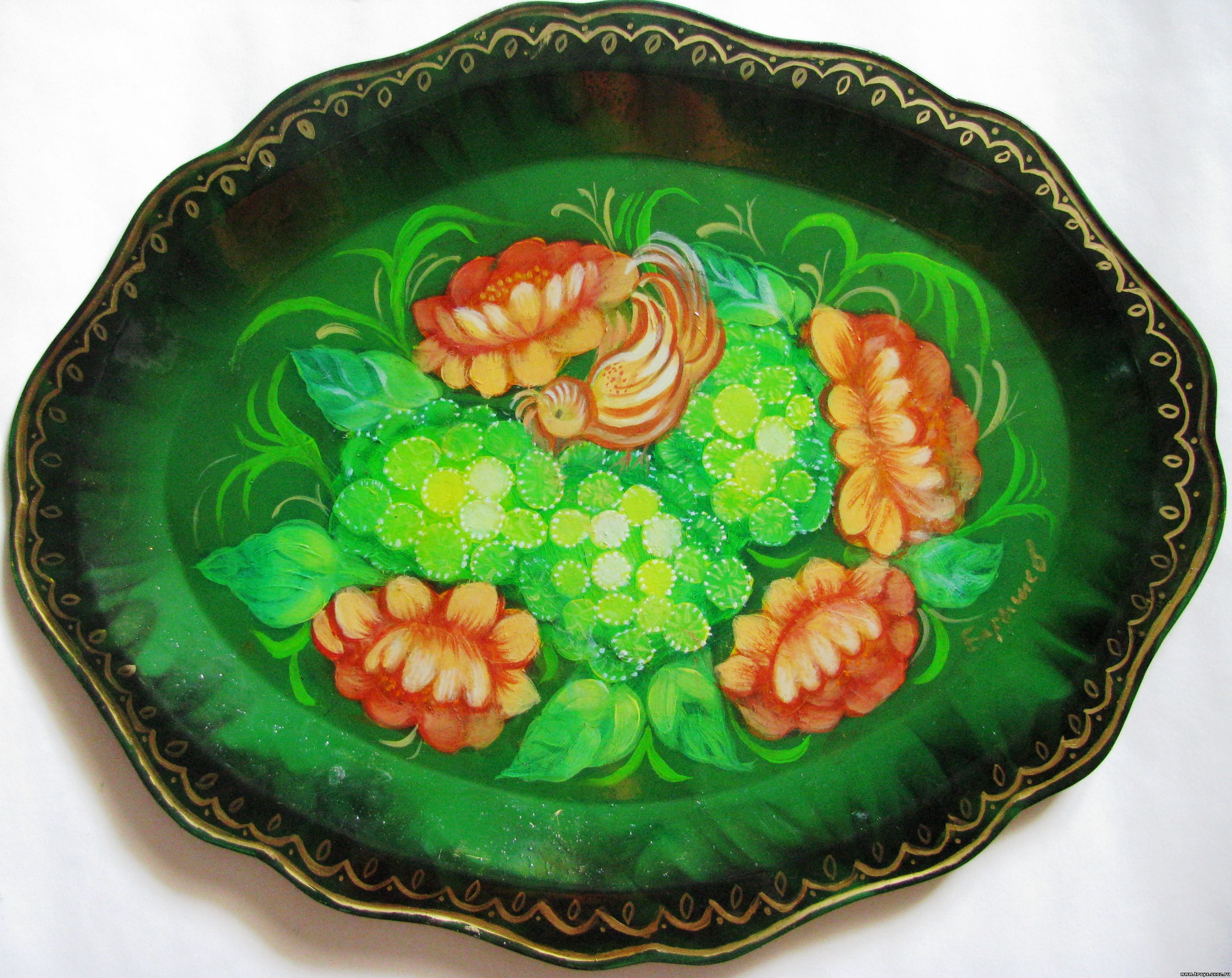
Žostovský podnos

Podle funkce dělíme podnosy na dva typy: pro všední použití (pod samovary či určené k servírování jídla) a pro slavnostní účely.
Podnosy mohou mít kulatý, osmiúhelníkový, pravoúhlý, oválný či jiný tvar nebo mohou být kombinované.
Mezi přední umělce žostovské malby patří A. I. Leznov, I. S. Leonťjev, D. S. Kledov, N. P. Antipov a E. P. Lapšin.